# Georges Jacquot
Georges Jacquot (Nancy, 15 febbraio 1794 – Parigi, 25 novembre 1874) è stato uno scultore francese.

## Biografia
Entrato nella scuola dell'Académie royale de peinture et de sculpture nel 1813, fu allievo del pittore Antoine-Jean Gros e degli scultori François Joseph Bosio e Jules Ramey. Nel 1815 ottenne un terzo Prix de Rome nell'incisione di medaglie con Morte di Aiace.

## Opere
Opere maggiori di Georges Jacquot:
- 1824 circa: Giovane Ninfa che scende in acqua, Museo del Louvre, Parigi;
- 1831: Monumento a Stanislas Leszczynski, place Stanislas, Nancy.

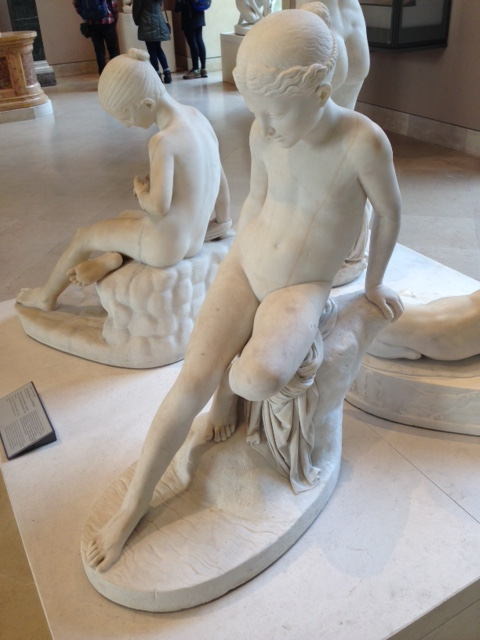
Giovane Ninfa che scende in acqua, Museo del Louvre, Parigi.
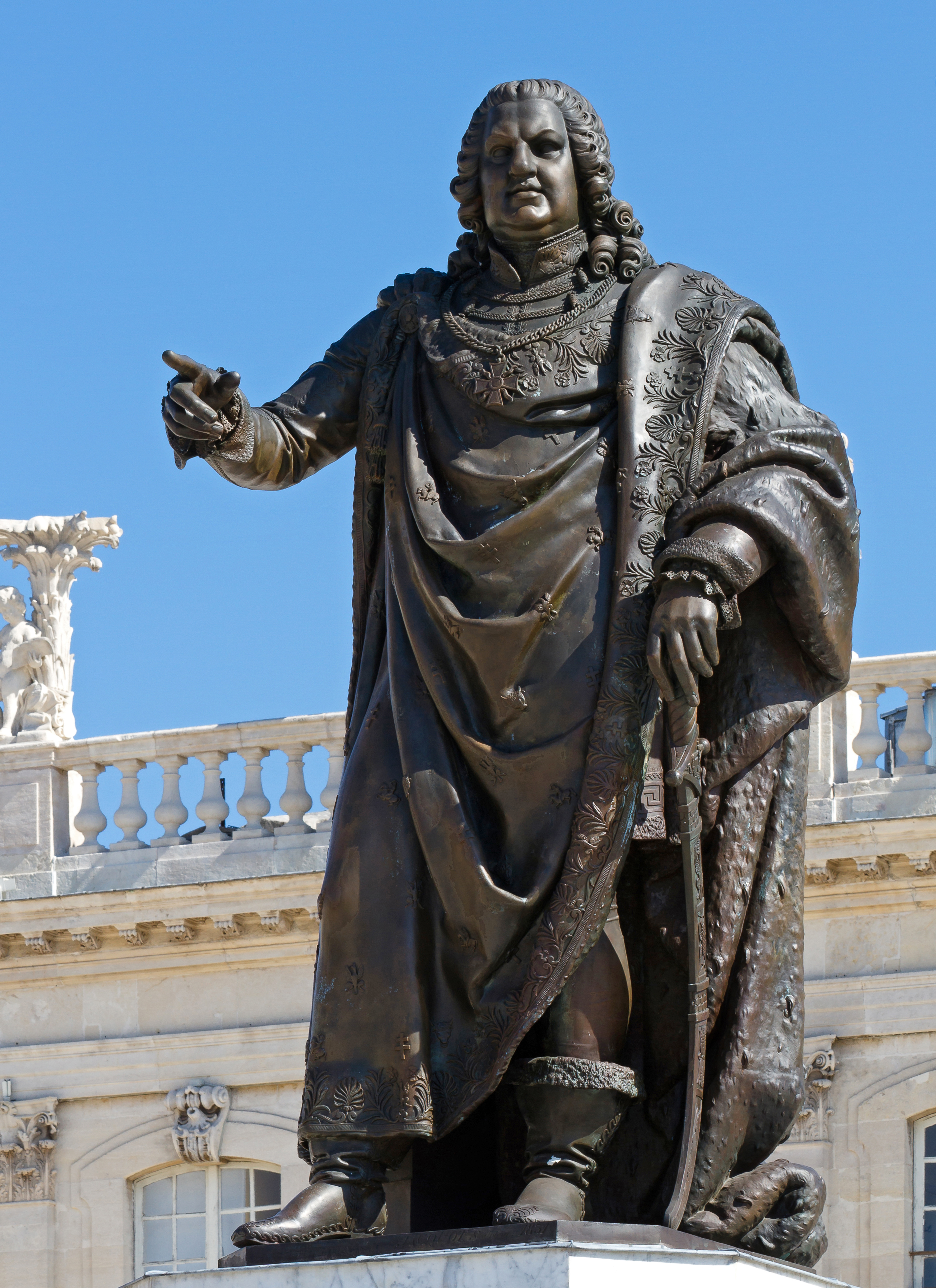
Monumento a Stanislas Leszczynski, place Stanislas, Nancy.